# شيبيتسو (هوكايدو)
مدينة شيبيتسو (بالإنجليزية: Shibetsu)‏ هي أحد المدن التابعة لمحافظة هوكايدو. تأسست رسميًا في 01/09/2005. ويقدر عدد سكانها بـ 21640 نسمة حسب تقدير مكتب الإحصاء الياباني لعام 2012. تبلغ مساحة شيبيتسو 1119.29 كم2. بكثافة سكانية تبلغ 19.3 نسمة/كم2.

## توأمة
لشيبيتسو (هوكايدو) اتفاقيات توأمة مع كل من:
- Goulburn Mulwaree Council [الإنجليزية]‏ (3 يوليو 1999 - )
- ميوشي (6 أكتوبر 2000 - )

## أعلام
- شين تاكاهاشي
- كويتشي واجيما
- تاكاهيرو ساساكي